# تونس في الألعاب البارالمبية الصيفية 1992
شاركت تونس في الألعاب البارالمبية الصيفية ببرشلونة 1992 برياضي وحيد وهو قيس البكري.
و شارك قيس في سباقات 100 و 400 متر اختصاص TS4 دون أن يحرز ميداليات.

## مواضيع ذات علاقة
- تونس في الألعاب البارالمبية